# Gualtieri Sicaminò

Ubicació de Gualtieri Sicaminò dins la província

Gualtieri Sicaminò (sicilià Gualtieri Sicaminò) és un municipi italià, dins de la ciutat metropolitana de Messina. L'any 2005 tenia 2.021 habitants. Limita amb els municipis de Condrò, Pace del Mela, San Pier Niceto i Santa Lucia del Mela.

## Administració
| Període | Identitat      | Partit        |
| ------- | -------------- | ------------- |
| 2008-   | Matteo Sciotto | Llista cívica |